# HD 192263 b
HD 192263 b (بالإنجليزية: HD 192263 b)‏ الذي يرمز له بالرمز HD 192263b، هو كوكب خارج المجموعة الشمسية، في كوكبة العقاب، يتبع HD 192263 ‏.

## الاكتشاف
اكتشف في 28 سبتمبر 1999، وكانت طريقة الاكتشاف Doppler spectroscopy.